# Condado de Allendale
O Condado de Allendale é um dos 46 condados do Estado americano da Carolina do Sul. A sede do condado é Allendale, e sua maior cidade é Allendale. O condado possui uma área de 1 069 km² (dos quais 11 km² estão cobertos por água), uma população de 11 211 habitantes, e uma densidade populacional de 11 hab/km² (segundo o censo nacional de 2000). O condado foi fundado em 1919.